# ری-انیمیشن
ری-انیمیشن (به انگلیسی: Reanimation) اولین آلبوم ریمیکس از گروه راک آمریکایی لینکین پارک است که در پی اولین آلبوم استودیویی این گروه، نظریه دورگه، در ۳۰ جولای ۲۰۰۲ عرضه شد. این آلبوم که در حین تور نظریه دورگه در سال ۲۰۰۱ ضبط شد، شامل ریمیکس‌هایی از این آلبوم همراه با چاشنی هیپ هاپ و الکترونیکا می‌باشد.

## واکنش منتقدین
استفان توماس ارلوین آلبوم را «قدمی خوش اقبال در جهت صحیح» خواند و آن را به جهت تلاش برای گشودن افق‌های تازه ستود. متاکریتیک نمره ی میانگین ۶۰ را برای این آلبوم در نظر گرفت. با این حال، آلبوم در چارت بیلبورد ۲۰۰ به رتبه ی دوم صعود کرد و ۳۳ هفته این رتبه را حفظ نمود. آلبوم در هفته ی آغازین عرضه ۲۷۰،۰۰۰ نسخه فروخت.